# Jonathan Koppenhaver
Pour les articles homonymes, voir War Machine.
War Machine, né Jonathan Koppenhaver, le 30 novembre 1981 à Simi Valley, est un pratiquant américain d'arts martiaux mixtes (MMA) et acteur pornographique. En 2017, il est incarcéré et condamné à perpétuité avec une peine de sûreté incompressible de 36 ans après avoir été reconnu coupable de 29 chefs d'accusation liés à la brutale agression de son ex-compagne, Christy Mack.

## Biographie
Koppenhaver est né à Simi Valley, en Californie. Son père, un officier de la police de Los Angeles d'origine germano-américaine, meurt d'une crise cardiaque quand il a treize ans. Sa mère, une infirmière mexicaine, étant toxicomane, Koppenhaver doit prendre soin de son petit frère et de sa sœur.
En août 2000, Koppenhaver rejoint The Citadel, une école militaire à Charleston (Caroline du Sud), avant d'en être expulsé deux ans plus tard pour « mauvais comportement ». Il décide alors de suivre des études de biologie.
Koppenhaver entre à l'UFC en 2007 par le biais de l'émission The Ultimate Fighter, dans laquelle il perd au premier tour par décision unanime face à Tom Speer. Il participe au gala final dans lequel il bat Jared Rollins par KO à la deuxième minute du troisième round. Les deux combattants reçoivent 25 000 dollars chacun.
En 2008, Koppenhaver change légalement son nom en « War Machine ». Il perd son deuxième et dernier combat dans la ligue à UFC 84 contre Yoshiyuki Yoshida. Une défaite par soumission à la première reprise.
Ce-dernier est libéré de l'UFC quelques semaines plus tard à la suite de commentaires déplacés au sujet de la mort d'Evan Tanner et un conflit ouvert avec Joe Silva (matchmaker de l'UFC).
Le 31 octobre 2009, War Machine annonce qu'il entame une carrière d'acteur pornographique pour le label LA Direct Models. Il fait ses débuts aux côtés de l'actrice pornographique Riley Steele et tourne douze films.
Le 7 décembre 2011, ce-dernier signe un accord exclusif avec le Bellator Fighting Championships. Condamné à un an de prison pour une agression à Las Vegas en décembre 2009, il doit quitter le tournoi dans lequel il était engagé. War Machine prévoit un retour en janvier 2013, contre Paul Daley, avant de se retirer à la suite d'une fracture du péroné.
Il affronte Blas Avena au Bellator 96 le 19 juin 2013 et gagne par KO, en raison de coups de poing dans le premier round.
Koppenhaver participe à la saison 9 du tournoi Bellator où il affronte Vaughn Anderson en quarts de finale. Il gagne par soumission avec un étranglement arrière au deuxième round.
Le 6 juin 2017, il est reconnu coupable par le tribunal de Las Vegas de 26 chefs d'accusations, dont viol, enlèvement et agression et tentative de meurtre. Condamné à perpétuité, Il sera éligible à la libération sur parole en 2053.

## Vie privée
Le 2 septembre 2007, il frappe au visage un homme à Las Vegas lors d'une bagarre. En février 2008, il est condamné à trois ans de probation et à 30 jours de service civique, il évite une peine de prison pour voie de fait.
En août 2010, il est condamné à un an de prison pour agression à la suite de deux bagarres successives. Il est emprisonné dans un établissement pénitentiaire de San Diego et purge sa peine en isolement.
Koppenhaver a été en couple avec l'actrice pornographique Christy Mack. Le 11 août 2014, Christy Mack est hospitalisée après avoir été passée à tabac par ce dernier. Elle souffre de 18 fractures, d'un nez cassé, de dents manquantes, d'une côte fracturée et d'une rupture du foie. Les parents et amis de l’actrice offriront une récompense de 10 000 $ à toute personne qui localisera War Machine. Il est finalement arrêté à Simi Valley, après une semaine de cavale. Son procès est reporté à février 2017, où il est représenté par Jay Leiderman et Brandon Sua.
Cette affaire lui vaut d'être exclu de Bellator. Scott Coker, président de la ligue, déclarera : « Nous avons une politique de tolérance zéro ici à Bellator concernant toute forme de violence conjugale, et après avoir pris connaissance de l'incident impliquant War Machine, Bellator l’a libéré de son contrat avec l’organisation ».
War Machine est condamné à perpétuité pour les violences commises sur Christy Mack (ainsi que la tentative d'enlèvement et de meurtre). La sentence est assortie d'une peine de sûreté incompressible de 36 ans. Il ne sortira donc pas de prison avant 2053.

## Palmarès en arts martiaux mixtes
| Résultat | Record | Adversaire          | Méthode                           | Événement                             | Date              | Round | Temps | Lieu                          | Notes |
| -------- | ------ | ------------------- | --------------------------------- | ------------------------------------- | ----------------- | ----- | ----- | ----------------------------- | ----- |
| Défaite  | 14–5   | Ron Keslar          | Soumission (étranglement arrière) | Bellator 104                          | 18 octobre 2013   | 1     | 3:33  | Cedar Rapids, États-Unis      |       |
| Victoire | 14–4   | Vaughn Anderson     | Soumission (étranglement arrière) | Bellator 100                          | 20 septembre 2013 | 2     | 4:01  | Phoenix, États-Unis           |       |
| Victoire | 13–4   | Blas Avena          | TKO (coups de poing)              | Bellator 96                           | 19 juin 2013      | 1     | 3:55  | Thackerville, États-Unis      |       |
| Victoire | 12–4   | Roger Huerta        | TKO (coups de poing)              | UWF 1: Huerta vs. War Machine         | 26 novembre 2011  | 3     | 3:09  | Pharr, États-Unis             |       |
| Victoire | 11–4   | John Alessio        | Soumission (étranglement arrière) | Tachi Palace Fights 5                 | 9 juillet 2010    | 3     | 2:24  | Lemoore, États-Unis           |       |
| Victoire | 11–3   | Zach Light          | Soumission (étranglement arrière) | BAMMA 3                               | 15 mai 2010       | 1     | 1:09  | Birmingham, Royaume-Uni       |       |
| Défaite  | 10–3   | David Mitchell      | Décision partagée                 | Tachi Palace Fights 1                 | 8 octobre 2009    | 3     | 5:00  | Lemoore, États-Unis           |       |
| Victoire | 10–2   | Mikey Gomez         | TKO (coups divers)                | XFC 9: Evolution                      | 5 septembre 2009  | 3     | 0:13  | Tampa, États-Unis             |       |
| Victoire | 9–2    | Erick Montano       | Soumission (clé de bras)          | Total Combat 33                       | 11 juillet 2009   | 3     | 0:47  | Mexico, Mexique               |       |
| Victoire | 8–2    | Tim Woods           | Soumission (étranglement arrière) | UWC 6: Capital Punishment             | 25 avril 2009     | 2     | 4:16  | Fairfax, États-Unis           |       |
| Victoire | 7–2    | Guillaume DeLorenzi | Soumission (étranglement arrière) | XMMA 7: Inferno                       | 27 février 2009   | 1     | 4:13  | Montréal, Canada              |       |
| Victoire | 6–2    | David Anderson      | KO (coups de poing)               | Desert Rage 4                         | 8 novembre 2008   | 1     | 2:26  | Yuma, États-Unis              |       |
| Défaite  | 5–2    | Yoshiyuki Yoshida   | Soumission (étrangement anaconda) | UFC 84                                | 24 mai 2008       | 1     | 0:56  | Las Vegas, Nevada, États-Unis |       |
| Victoire | 5–1    | Jared Rollins       | KO (coups de poing)               | The Ultimate Fighter 6 Finale         | 8 décembre 2007   | 3     | 2:01  | Las Vegas, Nevada, États-Unis |       |
| Victoire | 4–1    | RJ Gamez            | TKO (coups divers)                | Total Combat 16: Annihilation         | 9 septembre 2006  | 1     | 2:09  | San Diego, États-Unis         |       |
| Défaite  | 3–1    | Mike O'Donnell      | Soumission (clé de bras)          | GFC: Team Gracie vs Team Hammer House | 3 mars 2006       | 2     | 4:02  | Columbus, Ohio, États-Unis    |       |
| Victoire | 3–0    | Andrew Ramirez      | TKO (arrêt du coach)              | Total Combat 9                        | 30 juillet 2005   | 1     | N/A   | Tijuana, Mexique              |       |
| Victoire | 2–0    | Frank Duffy         | Soumission (étranglement arrière) | Total Combat 4                        | 25 juillet 2004   | 1     | N/A   | Tijuana, Mexique              |       |
| Victoire | 1–0    | Angel Santibanez    | TKO (poings)                      | Total Combat 2                        | 29 février 2004   | 1     | 1:00  | Tijuana, Mexique              |       |